# مهمت آکیوز
مهمت آکیوز (انگلیسی: Mehmet Akyüz؛ زادهٔ ۲ ژانویهٔ ۱۹۸۶) بازیکن فوتبال اهل ترکیه است.
از باشگاه‌هایی که در آن بازی کرده‌است می‌توان به باشگاه فوتبال چای‌کار ریزه‌اسپور، باشگاه ورزشی گنچلربیرلیغی، باشگاه فوتبال بشیکتاش، و باشگاه فوتبال بلدیه‌اسپور آق‌حصار اشاره کرد.
وی همچنین در تیم ملی فوتبال زیر ۱۹ سال ترکیه بازی کرده‌است.